# Birnamwood (Wisconsin)
Birnamwood ist eine Gemeinde (mit dem Status „Village“) im Shawano County und zu einem kleineren Teil im Marathon County im US-amerikanischen Bundesstaat Wisconsin. Das U.S. Census Bureau ermittelte bei der Volkszählung 2020 eine Einwohnerzahl von 730.

## Geografie
Birnamwood liegt im mittleren Nordosten Wisconsins, rund 120 km westlich der Green Bay des Michigansees.
Die geografischen Koordinaten von Birnamwood sind 44°56′00″ nördlicher Breite und 89°12′34″ westlicher Länge. Das Gemeindegebiet erstreckt sich über eine Fläche von 5,72 km².
Nachbarorte von Birnamwood sind Aniwa (9 km nördlich), Mattoon (22 km nordöstlich), Bowler (24,7 km ostsüdöstlich), Wittenberg (15 km südsüdöstlich), Eland (8,5 km südlich) und Norrie (8,4 km südwestlich).
Die nächstgelegenen größeren Städte sind Green Bay am Michigansee (119 km ostsüdöstlich), Appleton (117 km südöstlich), Wisconsins größte Stadt Milwaukee (263 km südsüdöstlich), Wisconsins Hauptstadt Madison (237 km südlich), Wausau (36 km westlich), Eau Claire (203 km in der gleichen Richtung), die Twin Cities in Minnesota (326 km ebenfalls westlich), Duluth am Oberen See in Minnesota (397 km nordwestlich) und Sault Ste. Marie in der kanadischen Provinz Ontario (522 km nordöstlich, gegenüber von Sault Ste. Marie, Michigan).

## Verkehr
Der U.S. Highway 45 verläuft in Nord-Süd-Richtung als Hauptstraße durch Birnamwood. Alle weiteren Straßen sind untergeordnete Landstraßen, teils unbefestigte Fahrwege sowie innerörtliche Verbindungsstraßen.
Parallel zum US 45 verläuft der Wiouwash State Trail durch Birnamwood, ein auf der Trasse einer ehemaligen Eisenbahnstrecke verlaufender Rail Trail für Wanderer, Reiter und Radfahrer. Im Winter kann der Wanderweg auch mit Langlaufski und Schneemobilen befahren werden.
Die nächsten Flughäfen sind der Central Wisconsin Airport bei Wausau (53 km westsüdwestlich), der Outagamie County Regional Airport bei Appleton (111 km südöstlich) und der Austin Straubel International Airport von Green Bay (119 km ostsüdöstlich).

## Bevölkerung
Nach der Volkszählung im Jahr 2010 lebten in Birnamwood 818 Menschen in 343 Haushalten. Die Bevölkerungsdichte betrug 143 Einwohner pro Quadratkilometer. In den 343 Haushalten lebten statistisch je 2,28 Personen. 
Ethnisch betrachtet setzte sich die Bevölkerung zusammen aus 97,2 Prozent Weißen, 0,5 Prozent Afroamerikanern, 0,7 Prozent amerikanischen Ureinwohnern sowie 0,6 Prozent aus anderen ethnischen Gruppen; 1,0 Prozent stammten von zwei oder mehr Ethnien ab. Unabhängig von der ethnischen Zugehörigkeit waren 1,8 Prozent der Bevölkerung spanischer oder lateinamerikanischer Abstammung. 
22,6 Prozent der Bevölkerung waren unter 18 Jahre alt, 54,8 Prozent waren zwischen 18 und 64 und 22,6 Prozent waren 65 Jahre oder älter. 49,6 Prozent der Bevölkerung waren weiblich.
Das mittlere jährliche Einkommen eines Haushalts lag bei 49.018 USD. Das Pro-Kopf-Einkommen betrug 21.263 USD. 16,1 Prozent der Einwohner lebten unterhalb der Armutsgrenze.